# مقادمه (شبوه)
 مقادمه  به عربی ( الُمقادمة )، روستایی است در دهستان المقاطر از توابع استان شبوه در کشور یمن در شبه جزیره عربستان.

## جمعیت
جمعیت آن (۴۵) نفر (۵ خانوار) می‌باشد.